# Wendy Sulca
Wendy Sulca Quispe (Lima, Perú, 22 d'abril de 1996) és una cantant i actriu peruana de música andina i pop, és coneguda principalment per la seva exposició mediàtica aconseguida pels seus videoclips, publicats en el lloc d'Internet YouTube, Wendy ha esdevingut un fenomen en la xarxa.